# Sunac China Holdings
Sunac China Holdings Limited (Sunac) — один из крупнейших операторов жилой и торговой недвижимости Китая и крупнейший девелопер Тяньцзиня (входит в число пятидесяти крупнейших компаний страны и в число 500 крупнейших компаний мира). Основан в 2003 году, официально зарегистрирован на Каймановых островах, фактическая штаб-квартира базируется в Тяньцзине. Контрольный пакет акций принадлежит основателю компании, миллиардеру Сунь Хунбиню. 
Sunac China Holdings специализируется на инвестициях в недвижимость и мультимедиа, разработке и управлении проектами в области жилой и торговой недвижимости, продаже и аренде жилой и коммерческой недвижимости. По состоянию на 2019 год выручка Sunac China Holdings составляла 18,9 млрд долл., прибыль — 2,5 млрд долл., активы — 104,4 млрд долл., рыночная стоимость — 23,6 млрд долл., в компании работало свыше 19 тыс. сотрудников.

## История
Sunac China Holdings был основан в 2003 году в городе Тяньцзинь бизнесменом Сунь Хунбинем, который до этого возглавлял компанию Sunco Group. С октября 2010 года акции Sunac China Holdings котируются на Гонконгской фондовой бирже.
В 2017 года Sunac China Holdings приобрёл за 6,6 млрд долл. туристические и гостиничные активы у пекинской компании Wanda Group (на тот момент это была вторая по величине сделка на рынке недвижимости Китая), а также долю в популярном потоковом сервисе Le.com, который базируется в Пекине (председателем правления Le.com стал Сунь Хунбинь). Кроме того, в 2017 году исполнительным директором Sunac стал сын Сунь Хунбиня, 27-летний Кевин Сунь.
В декабре 2018 года на фоне ужесточения налогового режима в Китае глава Sunac China Holdings Сунь Хунбинь перевел большую часть своей доли в компании (4,5 млрд долл.) в офшорный семейный траст South Dakota Trust (Британские Виргинские острова). Ранее аналогичные шаги предприняли владельцы Longfor Group и других китайских компаний. Оформлять активы за рубежом китайских миллиардеров вынудила новая политика китайских властей, которые решили увеличить налоговое бремя для богатых, чтоб сократить налоги для бедных граждан и уменьшить социальный разрыв в обществе.

## Акционеры
47,3 % акций Sunac China Holdings принадлежит Сунь Хунбиню. Крупнейшими институциональными инвесторами Sunac являются The Vanguard Group (2,06 %), FIL Investment Management (1,84 %), JPMorgan Asset Management (1,74 %), Investec Asset Management (1,19 %), BlackRock Fund Advisors (1,03 %), HSBC Global Asset Management (0,74 %), Value Partners Group (0,71 %), Norges Bank Investment Management (0,62 %) и Dimensional Fund Advisors (0,45 %).

## Деятельность
Основные активы Sunac China Holdings сосредоточены в городах Тяньцзинь, Пекин, Шанхай, Чунцин, Ханчжоу, Уси, Чэнду, Сиань, Цзинань, Нанкин, Ухань, Далянь и Циндао. Дочерний фонд Sunac Public Welfare Foundation финансирует проекты в сфере образования, развития сельских районов и защиты памятников архитектуры. 

### Дочерние компании
- Sunac Real Estate Group
  - Sunac Real Estate Investment Holdings
  - Qiwei Real Estate Investment Holdings
  - Yingzi Real Estate Investment Holdings
  - Jujin Real Estate Investment Holdings
  - Zhuo Yue Real Estate Investment Holdings
  - Ding Sheng Property Investment Holdings
  - Sunac Greentown Investment Holdings
  - Hainan Sunac Properties
  - Jinke Property Group
- Sunac Services
- Sunac Culture & Tourism Group
- Sunac Culture Group
- Leshi Internet Information and Technology Corp

- Sunac Resort (Уси)
- Sunac Resort (Уси)
- Sunac Cultural Touristic City (Синьсян)
- Sunac Mansion (Циндао)
- Sunac Ocean Park (Куньмин)
- Sunac Land (Циндао)
- Dynamic Yunnan Theatre (Куньмин)
- Sunac Resort (Куньмин)
- Sunac Resort (Уси)